# Venus (dal)
A Venus egy 1969-es dal, a holland Shocking Blue együttes száma. 1970-ben az Amerikai Egyesült Államokban és 5 európai országban listavezető sláger volt. A dal 1986-ban a Bananarama feldolgozásában ismét listavezető lett az Egyesült Államokban és 6 további országban. A Venus számtalan film, tévéműsor, reklámfilm betétdala, több feldolgozása ismert.

## A Venus a Shocking Blue előadásában
A Venus 1969 végén jelent meg a Shocking Blue At Home című kislemezén, amely 1970. február 7-én a Billboard Hot 100 slágerlista élére került. A kislemez az Amerikai Egyesült Államokban 1970. január 28-án aranylemez lett, miután több mint egymillió példányt adtak el belőle.
A dalt Veres Mariska adja elő. A zenét és a dalszöveget Robbie van Leeuwen írta, aki gitáron és szitáron, valamint háttérénekesként is közreműködött a mű elkészítésében. Van Leeuwen valószínűleg[forrás?] felhasználta a The Banjo Songot, a The Big 3 együttes 1963-as Winkin', Blinkin' and Nod című albumán megjelent számot. A The Banjo Songot Mama Cass Elliot énekelte.
A Venust 1990 májusában átdolgozta és újra kiadta a The BHF (Bisiach Hornbostel Ferrucci) Team. Így a Venus 21 évvel az első kiadása után ismét felkerült a slágerlistákra: Nagy-Britanniában és Ausztráliában a TOP10-es listán szerepelt. 

### A Shocking Blue-féle változat a kultúrában
- A The Brady Bunch Movie című 1995-ös amerikai filmvígjáték betétdala
- A Még zöldebb a szomszéd nője 1995-ös amerikai filmvígjáték betétdala
- A Zonder Zelda 1997-es filmdráma betétdala
- A Remember the Titans 2000-es amerikai filmdráma betétdala

### A Shocking Blue-féle változat a slágerlistákon
| Lista (1970)                        | Helyezés |
| ----------------------------------- | -------- |
| USA (Billboard Hot 100)             | 1        |
| Belgium                             | 1        |
| Franciaország                       | 1        |
| Németország                         | 1        |
| Olaszország                         | 1        |
| Spanyolország                       | 1        |
| Japán (Oricon Singles Chart)        | 2        |
| Hollandia (Top 40 Single Chart)     | 3        |
| Nagy-Britannia (Brit kislemezlista) | 8        |

## További ismert változatok
- 1969-ben Lili Ivanova bolgár énekesnő elkészítette a saját változatát Venyera néven (bolgárul: Венера).
- 1970-ben a görög Olympians együttes készítette el a Το κορίτσι του Μάη (Májusi lány) című számot, amelyet a Venus dallamára írt Sevi Tiliakou.
- 1981. július 18-án a holland Stars on 45 kiadott feldolgozáslemezén szerepelt a Venus gitárszólója.

## Fordítás
- Ez a szócikk részben vagy egészben a Venus (Shocking Blue song) című angol Wikipédia-szócikk ezen változatának fordításán alapul.  Az eredeti cikk szerkesztőit annak laptörténete sorolja fel. Ez a jelzés csupán a megfogalmazás eredetét és a szerzői jogokat jelzi, nem szolgál a cikkben szereplő információk forrásmegjelöléseként.

## Külső hivatkozások
- Shocking Blue: Venus (youtube.com). (Hozzáférés: 2010. június 19.)